# C'est la confiance
(dalla lettera di Teresa di Lisieux a suor Maria del Sacro Cuore, 17 settembre 1896; citato nell'incipit di C'est la confiance.)
C'est la confiance (traducibile in italiano in È la fiducia) è la settima esortazione apostolica di papa Francesco, pubblicata il 15 ottobre 2023, memoria di santa Teresa d'Avila e dedicata a santa Teresa di Gesù Bambino, per celebrare i 150 anni dalla sua nascita.

## Contenuto
- Prologo
- 1. Gesù per gli altri
  - Anima missionaria
  - La grazia che libera dall'autoreferenzialità
- 2. La piccola via della fiducia e dell'amore
  - Aldilà di ogni merito
  - L'abbandono quotidiano
  - Un fuoco in mezzo alla notte
  - Una fermissima speranza
- 3. Sarò l'amore
  - La carità come atteggiamento personale
  - L'amore più grande nella più grande semplicità
  - Nel cuore della Chiesa
  - Pioggia di rose
- 4. Nel cuore del Vangelo
  - Il Dottore della sintesi

## Preghiera a conclusione del testo
Il Pontefice termina la sua esortazione apostolica con la seguente preghiera:
la Chiesa ha bisogno di far risplendere
il colore, il profumo, la gioia del Vangelo.
Mandaci le tue rose!
Aiutaci ad avere fiducia sempre,
come hai fatto tu,
nel grande amore che Dio ha per noi,
perché possiamo imitare ogni giorno
la tua piccola via di santità.
Amen.»